# The Visit
The Visit je americký filmový horor, který v roce 2015 natočil režisér M. Night Shyamalan, který mimo to k filmu napsal i scénář.

## Děj
Patnáctiletá Becca (Olivia DeJonge) a třináctiletý Tyler (Ed Oxenbould) se připravují na pětidenní návštěvu svých prarodičů, zatímco jejich rozvedená matka Loretta Jamison (Kathryn Hahn) vyráží na plavbu po moři s novým přítelem. Becca a Tyler, kteří se nikdy nesetkali se svými prarodiči (Deanna Dunagan a Peter McRobbie), plánují natočit dokument o jejich návštěvě. Loretta, kterou děti již vyzpovídají, na kameru přiznává, že s rodiči od svých patnácti let, kdy utekla z domu a vzala si svého středoškolského učitele, nemluvila.
Po příjezdu na opuštěný statek jsou děti instruovány, aby nikdy nechodily do sklepa, protože jsou tam přemnoženy jedovaté plísně. Také je jim oznámeno, že se chodí spát o půl 10. Hodinu po večerce si Becca zajde do přízemí pro něco k jídlu a zde uvidí babičku, jak zvrací. Druhý den jí řekne dědeček, že ji trápí střevní chřipka.
Během několika příštích dnů Becca a Tyler pozorují zvláštní chování prarodičů. Když se Becca ptá babičky, co se stalo v den, kdy Loretta odešla z domova, babička se začne třást a křičet. Dědeček a babička jsou později konfrontováni s ženou, které pomáhali v nemocnici. Žena šla s prarodiči na zadní dvorek, ale děti ji odcházet už neviděly. Tyler se rozhodne natočit skrytou kamerou, co se děje v noci v přízemí. Babička v noci najde kameru, vezme velký nůž a neúspěšně se dobývá do dětského pokoje.
Když Becca a Tyler prohlížejí noční záběry babičky s nožem, kontaktují přes internet matku a prosí ji, aby pro ně co nejdřív přijela. Když děti ukáží matce prarodiče přes webkameru, propadne Loretta panice a dětem oznámí, že to nejsou její rodiče. Děti chtějí z domu utéct, ale falešní prarodiče je nutí zůstat v domě. Becca se vplíží do sklepa, kde najde mrtvoly pravých prarodičů společně s uniformami z psychiatrické léčebny, kde praví prarodiče vypomáhali.
V tu chvíli se ve sklepě objeví falešný dědeček, který Beccu chytne a zavře ji do ložnice společně s falešnou babičkou, která se ji snaží sníst. Becca ji však smrtelně zraní střepem z rozbitého zrcadla. Následně musí pomoci svému bratrovi, kterého napadne falešný dědeček. Tyler shodí dědečka na zem a opakovaně mu skřípne hlavu mezi ledničku a zabije jej. Poté se u domu objeví policie, kterou matka zavolala.
V poslední scéně filmu promlouvá na kameru Loretta a popisuje, co se stalo v den, kdy odešla od rodičů.

## Obsazení
| Olivia DeJonge      | Becca                                 |
| Ed Oxenbould        | Tyler                                 |
| Deanna Dunagan      | Babička                               |
| Peter McRobbie      | Dědeček                               |
| Kathryn Hahn        | matka Beccy a Tylera, Loretta Jamison |
| Celia Keenan-Bolger | Stacey                                |